# 語言權利
語言權利是指個人或集體選擇在私人或公眾場合所使用的語言的權利。此權利不論使用者的種族、民族、國籍和地域均應一律平等對待。語言權利包括法律上及行政上的措施，及允許教育機構、媒體有選擇他們所使用的語言之權利。

## 法律条文

### 联合国
《公民權利和政治權利國際公約》第27條规定：
「在那些存在着人種的、宗教的或語言的少數人的國家中，不得否認這種少數人同他們的集團中的其他成員共同享有自己的文化、信奉和實行自己的宗教或使用自己的語言的權利。」
《殘疾人權利公約》第30條规定：
「殘疾人應有權利，在與其他人平等基礎上，被承認及支持其特有之文化與語言認同，包括手語及聾人文化。」

### 其他
關於語言權利的重要文件包括《世界語言權利宣言》，欧盟的《歐洲區域或少數民族語言憲章》及《欧洲保護少數民族框架公約》。

## 例子

### 手语
1880年，國際聾人教育會議廢除手語教學，認為它會妨礙聾人融入社會。自此130多年，手語都被遏制。到2010年，國際聾人教育會議才向聾人道歉，認為他們都擁有使用手語的權利。
在1960年代，香港聾人學校以教讀唇為主。由於聾人的語言權利被剝奪，有網站在2011年將香港手語列入瀕危語言，僅剩9,000個使用者。香港聾人機構及大學積極推廣手語，確保聾人擁有使用手語的權利。

### 其他
在英文殖民入侵後，香港實際上就是只能使用英語工作，學習的城市。用母語的學校，工作，都會被香港人視為次一等。然而，香港人對使用母語學習和工作等的語言權利沒有大多注意。香港主權移交後，政府在缺乏學術論下之下，多次嘗試推行普教中，其中教育局甚至曾刊登文章貶低粵語地位，惹來爭議。
而中國施行的语言文字法律，重心在于推广普通话、维护普通话的獨尊地位，而強力壓制無法例地位認可的地方語言使用。

## 外部連結
- 《世界語言權利宣言》的中文譯本
- 語言公平網站 （页面存档备份，存于）
- Linguistic Human Rights: A Sociolinguistic Introduction （页面存档备份，存于） by Prof. Peter L. Patrick, Department of Language & Linguistics, University of Essex
- Mercator: Linguistic Rights and Legislation
- To speak or not to speak （页面存档备份，存于） by Fernand de Varennes, Murdoch University
- Organization for Economic Co-operation and Development (OSCE) Hague recommendations regarding the education rights of national minorities & explanatory note （页面存档备份，存于）
- OSCE Oslo recommendation regarding the linguistic rights of national minorities （页面存档备份，存于）
- Report on the linguistic rights of persons belonging to national minorities in the OSCE area （页面存档备份，存于） OSCE, 1999
- Council of Europe Commissioner for Human Rights Viewpoint (2010) Language rights of national minorities must be respected
- Congress of the Council of Europe Recommendation 222 (2007) Language Education in Regional or Minority Languages （页面存档备份，存于）
- Linguistic Rights | Droits linguistiques | Lingvaj rajtoj | Diritti linguistici （页面存档备份，存于） - International Symposium on "Linguistic Rights in the World, the current situation", United Nations, [eneva, 24 April 2008
- UNESCO MOST Policy on Linguistic Rights （页面存档备份，存于）
- UNESCO Universal Declaration of Linguistic Rights （页面存档备份，存于）
- Linguistic rights Cultural rights in the case-law of the European Court of Human Rights （页面存档备份，存于）, a report by ECtHR Research Division — pp. 13–16